# クィディッチ今昔
『クィディッチ今昔』（クィディッチいまむかし、原題 - Quidditch Through the Ages）は、J・K・ローリングの小説『ハリー・ポッター』シリーズの作中に登場する書物。
2001年にイギリス、アメリカ合衆国、日本などで副読本として実際に発売された。著者はJ・K・ローリング。日本では松岡佑子の翻訳で静山社より発行（ISBN 978-4915512445）。名目上の著者はクィディッチ専門家のケニルワージー・ウィスプ。 
作中に登場するスポーツ「クィディッチ」（クアッドボール）の歴史、ルールなどを解説した本。設定上はホグワーツ魔法魔術学校に所蔵された本の複製であり、校長アルバス・ダンブルドアの前書きとブックカースが追記されている。
日本では、同時発売された『幻の動物とその生息地』とともに、限られた書店で期間限定付きで発売するという特殊な販売方法がとられたが、注文すれば店頭にない書店でも取り寄せができる場合があった。その後は市場在庫がほとんど残っておらず、入手しづらい本になっていたが、2014年に文庫版（ISBN 978-4863892514）が刊行され、2017年に新装版（ISBN 978-4863893801）が発売された。
売上金の70%がイギリスの慈善団体コミックリリーフに寄付された。